# イセトエムケブD
イセトエムケブD（Isetemkheb D）は、エジプト第21王朝時代における、アメン大司祭国家のパネジェム2世の姉妹および妻。

## 家族

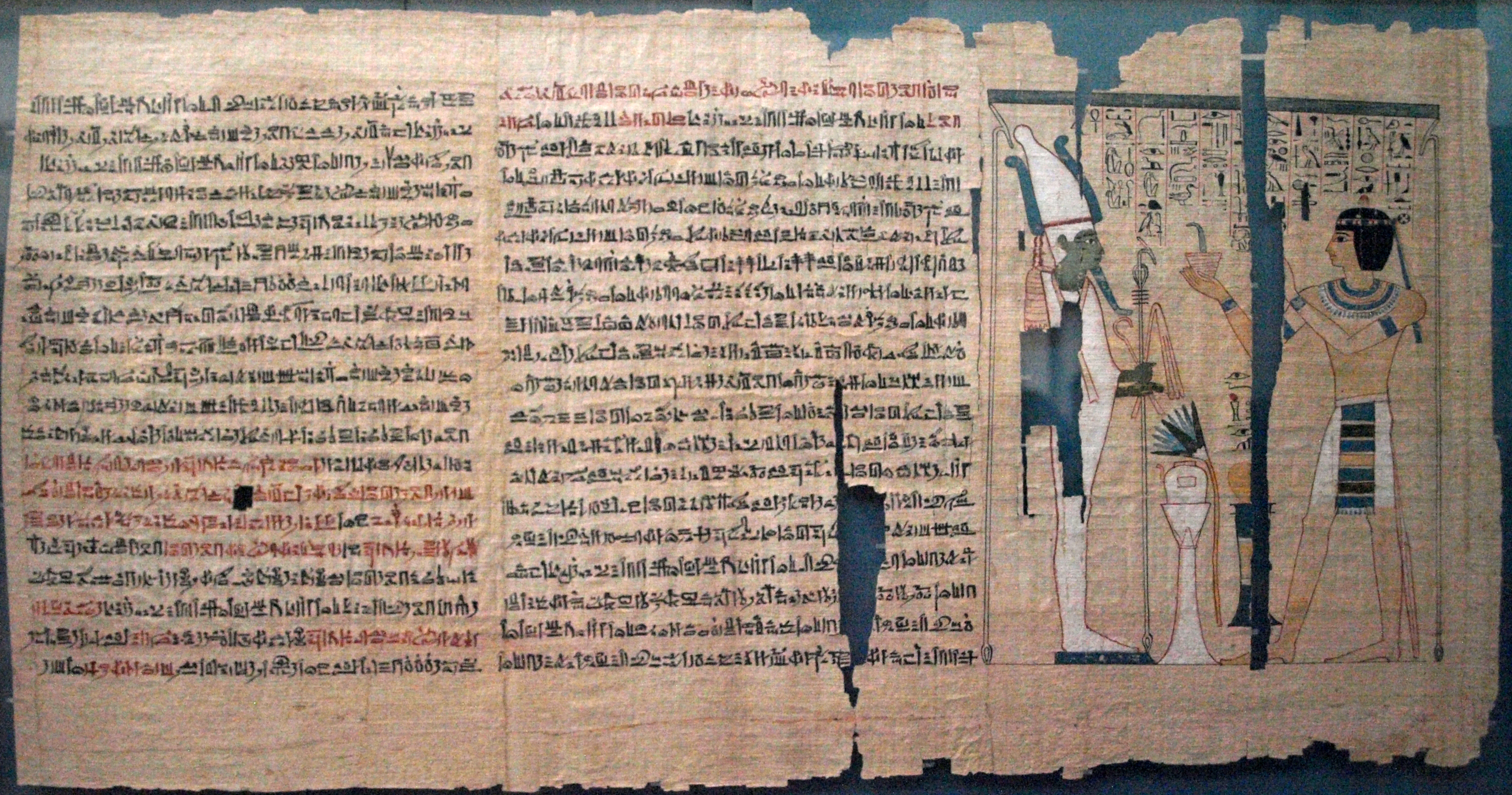
死者の書に描かれているパネジェム2世

イセテムケブDは、王の息子であるアメン大司祭国家のメンケペルラーとその妻イセトエムケブCの娘である。イセトエムケブDは、兄弟のパネジェム2世と結婚した。
イセテムケブDとパネジェム2世の間には3人の子供がいた。
- ファラオ プスセンネス2世
- ハルウェベン
- アメンの神妻 ヘヌトタウイ（英語版）